# 넥슨 카트라이더 16차리그
2) 본선
- 방송 : 2012년 7월 26일부터 매주 목요일 오후 6시 생방송(온게임넷)
- 장소 : 용산 이스포츠 스타디움
- 1주차 (7/26) : 1라운드 1조, 2조
- 2주차 (8/2) : 1라운드 3조, 4조
- 3주차 (8/9) : 1라운드 5조, 6조
- 4주차 (8/16) : 1라운드 7조, 8조
- 5주차 (8/23) : 2라운드 1조
- 6주차 (8/30) : 2라운드 2조
- 7주차 (9/6) : 순위 결정전
- 8주차 (9/13) : 준결승전 1조
- 9주차 (9/20) : 준결승전 2조
- 10주차 (9/27) : 결승전

## 특이사항
- 전용준 캐스터와 김대겸 해설이 하차하고, 성승헌 캐스터가 합류
- 전대웅 불참
- 문호준 최초 4위 기록(하품호)
- 오존게이밍 우승 및 준우승 차지(우승:오존게이밍 어택(유영혁,박현호),준우승:오존게이밍 레이지 (장진형,조성제))
- 112경기를 치뤘음

## 경기 방식

### 오프라인 예선 방식
- 오프라인 예선 참가 인원은 ‘16차 리그 온라인 예선 그랑프리’ 상위 300명 및 오프라인 예선 시드자 8명을 포함한 총 308명.
- 2인 1팀으로 팀 등록 후 참여 가능
- 스피드 개인전 2:2:2:2 대결 (팀별로 같은 색상의 페인트 착용)
- 스피드 개인전으로 진행되기 때문에 팀 부스터 적용되지 않음
- 대회속도: S2
- 오프라인 예선 카트바디 : 6월 22일 기준 상점판매 스피드 카트바디
  - 가샤폰 등장 카트바디 GT계열 카트바디 제외
  - 카트바디 강화 및 플랜트 아이템 사용 불가
- 팀 선수간 카트바디 탑승 제한이 없음 (팀간 동일 카트바디/다른 카트바디 탑승 모두 허용)
- 동일 카트바디를 연속 탑승할 수 있음

- 계정: 오프라인 예선전 전용 지급 계정 사용
- 캐릭터 : 기본 캐릭터 (다오/디지니 중 선택)
- 경기트랙 : 차이나 서안 병마용 / 빌리지 익스트림 경기장 / 해적 가파른 감시탑 / 황금문명 오르에트 황금 좌표
  - 동점트랙 : WKC 브라질 서킷

- 승리조건 : 각 게임별로 1~8등까지 차등포인트 지급 (넥슨 리그 포인트제)
  - 1위 8P, 2위 7P, 3위 6P, 4위 5P, 5위 4P, 6위 3P, 7위 2P, 8위 1P, 리타이어 -1P
  - 자세한 내용은 넥슨 카트라이더 16차 리그 오프라인 예선 공지보기에서 확인.

### 본선 경기 진행 방식
| 경기              | 경기 방식                   | 내용                                |
| ----------------- | --------------------------- | ----------------------------------- |
| 1라운드(1~4주차)  | 60Point 선취 서바이벌 방식  | 조별 1, 2위 2라운드 예선 진출       |
| 2라운드(5~6주차)  | 60Point 선취 서바이벌 방식  | 조별 1, 2위 순위 결정전 진출        |
| 순위결정전(7주차) | 60Point 선취 서바이벌 방식  | 조별 순위에 따라 준결승전 대진 결정 |
| 준결승전(8~9주차) | 180Point 선취 서바이벌 방식 | 조별 1, 2위 결승전 진출             |
| 결승전(10주차)    | 120Point 선취 서바이벌 방식 |                                     |

## 카트바디 사용 제한 변경
- 리그 카트바디는 팀별로 능력치 추가를 요청할 수 있으며, 1회만 수정 요청할 수 있다.
- 팀별 능력치 추가 신청은 홈페이지 공지를 확인하여 진행해야 하며, 이를 제때 확인하지 않아 신청을 하지 못한 경우 능력치가 제공되지 않을 수 있다.
- 리그 본선에서는 주최측에서 추가 능력치를 부여한 리그 카트바디 1종만을 사용해야 하며, 추가로 강화 및 플랜트 아이템 사용은 불허한다. (상세 내용은 규정 참고)
- 신청 가능한 능력치(팀별 동일 능력치 적용 / 아래 8종 중 2종 선택)

| - - 최고 속도 증가 +3 - 드리프트 탈출력 증가 +2 - 가속도 증가 +3 - 부스터 지속시간 증가 +2 | - - 코너 가속 증가 +3 - 스타트 부스터 지속 시간 증가 +2 - 변신 부스터 가속도 증가 +1 - 드리프트 게이지 충전량 증가 +2 |

## 트랙
- 속도 : S2

| - 황금문명 오르에트 황금 좌표 - 차이나 서안 병마용 - 문힐시티 폭우속의 질주 - 해적 숨겨진 보물 - 광산 아슬아슬 궤도 전차 | - 아이스 설산 다운힐 - 빌리지 만리장성 - 공동묘지 해골 손가락 - 황금문명 비밀장치의 위협 - WKC 브라질 서킷 |

## 상금
- 총상금 : 3000만원

| - 우승팀 : 1,200만원 - 2위 팀 : 600만원 - 3~4위 팀 : 200만원 | - 5~8위 팀 : 100만원 - 9~16위 팀 : 50만원 |

## 1라운드
| 순위 | 팀명        | 팀원           | 포인트 |
| ---- | ----------- | -------------- | ------ |
| 1    | 하품호      | 문호준, 신하늘 | 70     |
| 2    | Ares 쌍수   | 전동수, 박현수 | 44     |
| 3    | Ozone Speed | 김경훈, 김동환 | 36     |
| 4    | 오잉오잉    | 최성호, 이호윤 | 28     |

| 순위 | 팀명     | 팀원           | 포인트 |
| ---- | -------- | -------------- | ------ |
| 1    | Only one | 이중선, 박종근 | 73     |
| 2    | Ares Ace | 안기준, 고병준 | 63     |
| 3    | 프리지아 | 김승래, 최준호 | 47     |
| 4    | 급조     | 김광로, 강한길 | 22     |

| 순위 | 팀명      | 팀원           | 포인트 |
| ---- | --------- | -------------- | ------ |
| 1    | 데스노트  | 문명주, 원훈희 | 63     |
| 2    | 올웨이즈  | 설희창, 이재인 | 61     |
| 3    | Ares 베프 | 배종훈, 원용재 | 48     |
| 4    | Two Top   | 박성인, 노종환 | 44     |

| 순위 | 팀명     | 팀원           | 포인트 |
| ---- | -------- | -------------- | ------ |
| 1    | OZONE AN | 박인재, 김승태 | 63     |
| 2    | 연습좀해 | 노원준, 조경신 | 51     |
| 3    | 플로리아 | 고규정, 박진호 | 32     |
| 4    | Kaigen   | 정지훈, 이광호 | 30     |

| 순위 | 팀명     | 팀원           | 포인트 |
| ---- | -------- | -------------- | ------ |
| 1    | O3attack | 유영혁, 박현호 | 71     |
| 2    | 일타삼피 | 김보선, 김용환 | 44     |
| 3    | New Face | 원상원, 안성수 | 30     |
| 4    | 구사일생 | 박도형, 김승원 | 28     |

| 순위 | 팀명      | 팀원           | 포인트 |
| ---- | --------- | -------------- | ------ |
| 1    | Best BJ   | 이중대, 박민수 | 66     |
| 2    | 투블럭    | 최영훈, 박성민 | 55     |
| 3    | 뿌잉뿌잉  | 김진호, 이요한 | 54     |
| 4    | Ares 대구 | 정재훈, 한성욱 | 41     |

| 순위 | 팀명      | 팀원           | 포인트 |
| ---- | --------- | -------------- | ------ |
| 1    | O3rage    | 장진형, 조성제 | 70     |
| 2    | Ares 인천 | 이상흔, 문민기 | 47     |
| 3    | 뉴올스타  | 장석규, 이도형 | 31     |
| 4    | 비쥬루키  | 이재승, 박현민 | 30     |

| 순위 | 팀명     | 팀원           | 포인트 |
| ---- | -------- | -------------- | ------ |
| 1    | 93Line   | 박정렬, 서은수 | 70     |
| 2    | 리플레이 | 황선민, 장재석 | 55     |
| 3    | Anthem   | 윤찬준, 이준성 | 51     |
| 4    | 프페     | 전재성, 김병후 | 40     |

## 2라운드
| 순위 | 팀명      | 팀원           | 포인트 |
| ---- | --------- | -------------- | ------ |
| 1    | 하품호    | 문호준, 신하늘 | 60     |
| 2    | Only One  | 이중선, 박종근 | 48     |
| 3    | Ares Ace  | 안기준, 고병준 | 36     |
| 4    | Ares 쌍수 | 박현수, 전동수 | 34     |

| 순위 | 팀명     | 팀원           | 포인트 |
| ---- | -------- | -------------- | ------ |
| 1    | OZONE AN | 김승태, 박인재 | 64     |
| 2    | 데스노트 | 문명주, 원훈희 | 61     |
| 3    | 올웨이즈 | 설희창, 이재인 | 46     |
| 4    | 연습좀해 | 조경신, 노원준 | 45     |

| 순위 | 팀명     | 팀원           | 포인트 |
| ---- | -------- | -------------- | ------ |
| 1    | O3attack | 유영혁, 박현호 | 64     |
| 2    | Best BJ  | 이중대, 박민수 | 51     |
| 3    | 투블럭   | 최영훈, 박성민 | 36     |
| 4    | 일타삼피 | 김보선, 김용환 | 27     |

| 순위 | 팀명      | 팀원           | 포인트 |
| ---- | --------- | -------------- | ------ |
| 1    | O3Rage    | 장진형, 조성제 | 65     |
| 2    | 93Line    | 박정렬, 서은수 | 57     |
| 3    | Ares 인천 | 이상흔, 문민기 | 39     |
| 4    | 리플레이  | 장재석, 황선민 | 실격   |

## 순위 결정전
| 순위 | 팀명     | 팀원           | 포인트 |
| ---- | -------- | -------------- | ------ |
| 1    | 하품호   | 문호준, 신하늘 | 61     |
| 2    | OZONE AN | 김승태, 박인재 | 49     |
| 3    | 데스노트 | 문명주, 원훈희 | 37     |
| 4    | Only One | 이중선, 박종근 | 33     |

| 순위 | 팀명     | 팀원           | 포인트 |
| ---- | -------- | -------------- | ------ |
| 1    | O3attack | 유영혁, 박현호 | 60     |
| 2    | Best BJ  | 이중대, 박민수 | 58     |
| 3    | O3Rage   | 장진형, 조성제 | 57     |
| 4    | 93Line   | 박정렬, 서은수 | 41     |

## 준결승전
| 순위 | 팀명     | 팀원           | 포인트 |
| ---- | -------- | -------------- | ------ |
| 1    | 하품호   | 문호준, 신하늘 | 187    |
| 2    | O3Rage   | 장진형, 조성제 | 170    |
| 3    | OZONE AN | 김승태, 박인재 | 156    |
| 4    | 93Line   | 박정렬, 서은수 | 127    |

| 순위 | 팀명     | 팀원           | 포인트 |
| ---- | -------- | -------------- | ------ |
| 1    | 03Attack | 유영혁, 박현호 | 180    |
| 2    | Best BJ  | 이중대, 박민수 | 152    |
| 3    | Only One | 이중선, 박종근 | 130    |
| 4    | 데스노트 | 문명주, 원훈희 | 123    |

## 대회 결과
- 우승 : O3attack(유영혁, 박현호)
- 준우승 : O3Rage(장진형, 조성제)
- 3위 : Best BJ(이중대, 박민수)
- 4위 : 하품호(문호준, 신하늘)

## 중계진
- 캐스터 : 성승헌
- 해설 : 정준